# Huijin Center 1
 (février 2021).
La Huijin Center 1 est un gratte-ciel en construction à Guangzhou en Chine. Il s'élèvera à 320 mètres.